# Melby Sogn (Nordfyns Kommune)
 For alternative betydninger, se Melby Sogn. (Se også artikler, som begynder med Melby Sogn)
Melby Sogn er et sogn i Bogense Provsti (Fyens Stift).
I 1800-tallet var Melby Sogn anneks til Ejlby Sogn. Begge sogne hørte til Skovby Herred i Odense Amt. Ejlby-Melby sognekommune blev ved kommunalreformen i 1970 indlemmet i Søndersø Kommune, der ved strukturreformen i 2007 indgik i Nordfyns Kommune.
I Melby Sogn ligger Melby Kirke.
I sognet findes følgende autoriserede stednavne:
- Bækkegårde (bebyggelse, ejerlav)
- Enghave (bebyggelse)
- Jullerup (bebyggelse, ejerlav)
- Jullerup Enghave (bebyggelse)
- Langager (bebyggelse)
- Lille Jullerup (bebyggelse)
- Lådne Brøndstrup (bebyggelse, ejerlav)
- Melby (bebyggelse, ejerlav)
- Melby Ender (bebyggelse)
- Ullemose (bebyggelse)